# Трансформери: Помста полеглих
«Трансфо́рмери: По́мста поле́глих» (англ. Transformers: Revenge of the Fallen) — американський фантастичний бойовик режисера Майкла Бея, продовження фільму «Трансформери» (2007). Світова прем'єра відбулася 19 червня 2009 року, в Україні фільм вийшов у прокат 23 червня того ж року.

## Сюжет
Після перемоги над Меґатроном минуло два роки, прибулі на заклик Оптімуса Прайма Автоботи уклали з людьми альянс. Вони полюють на залишки Десептиконів, що переховуються по всій Землі. Під час операції загону «NEST» в Китаї Оптимус знаходить і знищує Демолішера. Той наостанок обіцяє повернення загадкового Фоллена. Сем Вітвікі, готуючись до від'їзду в коледж, тим часом знаходить на своїй куртці осколок Всеіскри. Він активується і перетворює техніку навколо на трансформерів. Хлопець починає бачити невідомі символи, якось пов'язані з прибульцями. Сем передає осколок своїй дівчині Мікаелі, а Бамблбі говорить, що той має бути з Оптимусом, а не стояти у нього в гаражі.
Радник з національної безпеки Ґелловей переконаний, що Автоботи мусять покинути Землю. Останки Меґатрона затоплено, а уламкок Іскри міститься на таємній базі, єдина підстава для нападів Десептиконів — самі Автоботи. Лідер Автоботів погоджується, хоча й застерігає, що це поспішне рішення. В цей час Саундвейв підключається до космічного супутника, щоб вивідати дані землян.
Сем Вітвікі прибуває до коледжу Беверлі-Гіллз, де його одноліток, хакер Лео, показує відео з нападами Десептиконів, які приховуються владою. Згодом Сем відвідує нічний клуб, але Бамблбі віднаджує його від цього місця та знайомства з дівчиною Еліс. Десептикон Ревейдж проникає на таємну базу, запускає туди Конструктиконів і викрадає осколок Всеіскри. Він спускається на дно, де поховано Меґатрона, і оживляє його Іскрою. Меґатрон навідується на іншопланетну базу Старскріма, що покинув його і узурпував владу над Десептиконами. Після сварки зі Старскрімом він довідується від керівника бази Фоллена новину: сила Всеіскри незнищенна і була поглинена Семом Вітвікі. Вона приведе до стародавньої установки трансформерів, яка добуватиме з Сонця життєво необхідний роботам енергон.
Хлопець проявляє надзвичайні здібності до навчання, розуміючи, що це через вплив осколка. Його розмову з Мікаелою підслуховує шпигун Десептиконів Вілз. Мікаела, захопивши шпигуна, вирушає до Сема і застає його в момент, коли Сема зваблює Еліс. Несподівано Еліс набуває свого справжнього вигляду Десептикона і його рятує Мікаела. Їх переслідує Гріндор з поплічниками, щоб вирізати мозок хлопця, де міститься інформація з Іскри. На допомогу прибуває Оптімус Прайм, він калічить Старскріма і вбиває Гріндора, але сам гине від меча Меґатрона. Десептикони атакують флот США і головні земні міста. Фоллен звертається до людей з усіх телевізійних екранів з вимогою видати Сема Вітвікі, інакше планету буде спустошено. Лео панікує, та Сем впевнений, що знайде якийсь прийнятний вихід. Бамблбі лишається з ним, попри бажання деяких Автоботів позбутися хлопця.
Сем та Лео розшукують Сіммонса, що керував організацією «Сектор сім» з протидії чужопланетянам. Він допомагає відшукати кібертронські символи, які вказують на шукану Десептиконами установку. Мікаела доставляє Вілза, котрий говорить, що розшифрувати символи можуть трансформери, котрі прибули на Землю тисячі років тому в пошуках джерел енергону. Одного такого знаходять в музеї космонавтики, ним виявляється старий Десептикон Джетфаєр. Він телепортує людей у Єгипет і розповідає, що давні славетні трансформери, Прайми, шукали у Всесвіті джерела енергону. Вони мали правило не шкодити планетам, де є життя, однак один з них, Фоллен, порушив правило. Він звів у Єгипті машину, що мала поглинути сонячну енергію, знищивши зірку. Та активувати машину могла тільки Матриця Лідерства, за яку спалахнула війна. Решта Праймів сховали Матрицю, пожертвувавши собою. Скористатися нею здатні тільки інші Прайми, останній з яких, Оптимус, загинув. Хоча, її енергія може оживити робота. Сем, Мікаела й Сіммонс вирушають на пошуки артефакта, щоб Оптимус зміг протистояти Фоллену. Зрештою з'ясовується, що машина Праймів схована всередині піраміди Хеопса.
Розшукавши гробницю Праймів, Сем забирає Матрицю Лідерства, та вона виглядає зламаною. Війська доставляють тіло лідера Автоботів у Єгипет. Ідучи туди серез кар'єр, Сем з друзями потрапляють у засідку, де різні Десептикони комбінуються у Девастатора. Цей трансформер береться руйнувати піраміду, оголюючи установку. Тим часом прибувають війська, Сіммонс зв'язується з лінкором, що має рейкову гармату, і вказує поцілити в Девастатора. Прибуває Меґатрон, щоб відібрати Матрицю Лідерства. Йому на заваді стають людські війська, Автоботи та Джетфаєр. Авіація розбомблює територію навколо піраміди, Сема ледве встигають врятувати. Голос Мікаели отямлює його, Вітвікі чує послання Праймів. Ті повідомляють, що Матрицю Лідерства не можна забрати, а тільки заслужити. Хоробрість Сема вмикає її, він вдаряє артефактом у груди Оптимуса, чим повертає його до життя.
Фоллен висаджується на Землю, прагнучи заволодіти Матрицею. Лиходієві вдається активувати установку, до погашення Сонця лишаються лічені хвилини. Джетфаєр віддає свій енергон з обладунками Оптимусу, що робить його сильнішим і надає здатності літати. Прайм скидає з піраміди Меґатрона, руйнує пристрій, після чого знищує Фоллена.
Оптимус Прайм відправляє нове послання трансформерам — пам'ятати своє минуле, щоб разом з людьми будувати краще майбутнє.

## Український дубляж
Фільм дубльовано студією «Постмодерн» на замовлення «B&H Film Distribution» у 2009 році.

Режисер дубляжу: Костянтин Лінартович

Перекладач: Федір Сидорук

Диктор: Андрій Середа
Ролі дублювали:
- Шиа ЛаБеф/Сем Вітвікі — Дмитро Малков,
- Джон Туртурро/Сіммонс – Олег Лепенець,
- Лео — Сергій Малюга,
- Джош Демел/Ленокс – Юрій Коваленко,
- Меґан Фокс/Мікаела Бейнс — Наталя Романько,
- Ґеловей — Стас Боклан,
- Кевін Дан/Рон Вітвікі – Микола Луценко,
- Джулі Вайт/Джуді Вітвікі – Лідія Муращенко,
- Генерал Моршавер — Юрій Висоцький,
- Тайріз Ґібсон/Еппс – Григорій Герман,
- Професор Колан — Володимир Терещук,
- Еліс — Ельвіра Соловей,
- Джетфаєр — Василь Мазур,
- Пітер Каллен/Оптимус Прайм – Борис Георгієвський,
- Ретчет — Анатолій Барчук,
- Айронхайд — Євген Сінчуков,
- Сайдсвайп — Андрій Середа,
- Вілз/Вілбот — Юрій Кудрявець,
- Близнюк 1/Мадфлеп (Близнюк) — Сергій Солопай,
- 9 Близнюк 2/Скідз (Близнюк) — Андрій Федінчик,
- Гюґо Вівінґ/Меґатрон – Костянтин Таран,
- Фоллен — Юрій Гребельник;
- Арсі — Наталія Заболотна;
- Еліта-1 — Ірина Яценко

А також: Борислав Борисенко, Юрій Борисьонок, Дмитро Гарбуз, Володимир Коляда, Максим Кондратюк, Євген Малуха, Артем Музиченко, Максим Пономарчук, Юрій Ребрик, Дмитро Сова, Петро Сова, Максим Цедзинський, Станіслав Туловський, Дмитро Вітер, Ірина Яценко, Наталія Заболотна.

## Україномовний переклад назви фільму
Оскільки Fallen перекладається як «полеглий», «скинутий» (у тому числі і в множині), «палий» (в тому числі морально) виникла суперечка відносно коректного перекладу назви фільму. З одного боку, у фільмі є персонаж Fallen («Фоллен», «Полеглий») і тому один з варіантів назви — «Трансформери: Помста Полеглого». З іншого боку, «полеглих» за сюжетом декілька, тому в українському прокаті був обраний поточний варіант назви фільму. Окрім того, за правилами англійської мови власні імена не вживаються з артиклем, тому можна вважати, що і в оригінальній назві мається на увазі саме цей варіант.

## Персонажі

### Люди
| Актор          | Роль            |
| -------------- | --------------- |
| Шая Лабаф      | Семуель Вітвікі |
| Меган Фокс     | Мікаела Бейнс   |
| Джош Демел     | Вільям Леннокс  |
| Тайріз Гібсон  | Роберт Еппс     |
| Джон Туртурро  | Сеймур Сіммонс  |
| Кевін Данн     | Рональд Вітвікі |
| Джулі Вайт     | Джуді Вітвікі   |
| Рамон Родрігес | Лео Спітц       |

### Автоботи
- Оптімус Прайм (вантажівка Peterbilt)
- Бамблбі (п'яте покоління Chevrolet Camaro)
- Айронхайд (пікап GMC Topkick)
- Ретчет (рятувальний Hummer H2)
- Скідз (зелений Chevrolet Spark)
- Мадфлеп (червоний Chevrolet Trax; брат-близнюк Скідза)
- Вілі (радіокерована іграшкова машина-позашляховик; перейшов на бік Автоботів)[6]
- Арсі (рожева Ducati 848)
- Сайдсвайп (Chevrolet Corvette)
- Джолт (синій Chevrolet Volt)
- Джетфайр (стратегічний розвідник ВПС США SR-71 Blackbird; колишній Десептикон, який перейшов на бік Автоботів)

### Десептикони
- Меґатрон (у першому фільмі Меґатрон міг трансформуватися у реактивний зореліт, проте у другому фільмі, імовірно після ураження Іскрою, альтернативна форма Меґатрона змінилася на кібертронівський танк)
- Старскрім (винищувач F-22 Raptor)
- Фоллен
- Саундвейв (трансформується у супутник)
- Сайдвейз (Audi R8)
- Реведж (величезний металевий ягуар)
- Скорпонок (гігантський металевий скорпіон)
- Демолішер (білий екскаватор Terex O&K RH 400)
- Еліс (десептикон-претендер)[6]
- Грайндор (гелікоптер CH-53E Super Stallion)
- Девастатор, робот, сформований з «будівельних» трансформерів-конструктиконів:
  - Скевенджер (червоний екскаватор Terex O&K RH 400) — формує торс Девастатора;
  - Ремпейдж (бульдозер Caterpillar D9L) — трансформується у ліву ногу;
  - Оверлод (червоний бульдозер) — разом з Скевенджером формує тулуб;
  - Міксмастер (бетономішалка компанії Mack) — перетворюється на голову Девастатора;
  - Скреппер (Caterpillar 992G) — трансформується на праву руку;
  - Хайтауер (кран Kobelco CK2500) — утворює ліву руку;
  - Лонг Хоул (самоскид Caterpillar 773B) — формує праву ногу.

## Фінанси
- Бюджет: $200 000 000[7]
- Касові збори (США): $402 111 870[7]
- Касові збори (світ): +$431 096 852 = $833 208 722[7]
- DVD (США): $170 718 052[7]

## Саундтрек
| Transformers: Revenge of the Fallen – The Album | Transformers: Revenge of the Fallen – The Album | Transformers: Revenge of the Fallen – The Album | Transformers: Revenge of the Fallen – The Album |
| #                                               | Назва                                           | Автор                                           | Тривалість                                      |
| ----------------------------------------------- | ----------------------------------------------- | ----------------------------------------------- | ----------------------------------------------- |
| 1.                                              | «New Divide»                                    | Linkin Park                                     | 4:28                                            |
| 2.                                              | «21 Guns»                                       | Green Day                                       | 5:17                                            |
| 3.                                              | «Let It Go»                                     | Cavo                                            | 3:46                                            |
| 4.                                              | «Capital M-E»                                   | Taking Back Sunday                              | 2:48                                            |
| 5.                                              | «Never Say Never»                               | The Fray                                        | 4:19                                            |
| 6.                                              | «Burn It To The Ground»                         | Nickelback                                      | 3:29                                            |
| 7.                                              | «Burning Down The House»                        | The Used                                        | 3:39                                            |
| 8.                                              | «Not Meant To Be»                               | Theory Of A Deadman                             | 3:34                                            |
| 9.                                              | «Real World»                                    | The All-American Rejects                        | 4:03                                            |
| 10.                                             | «I Don't Think I Love You»                      | Hoobastank                                      | 3:40                                            |
| 11.                                             | «This Is It»                                    | Staind                                          | 3:44                                            |
| 12.                                             | «Almost Easy»                                   | Avenged Sevenfold                               | 3:54                                            |
| 13.                                             | «Transformers™ The Fallen Remix»                | Cheap Trick                                     | 5:05                                            |

| Transformers: Revenge of the Fallen – The Score | Transformers: Revenge of the Fallen – The Score                                   | Transformers: Revenge of the Fallen – The Score |
| #                                               | Назва                                                                             | Тривалість                                      |
| ----------------------------------------------- | --------------------------------------------------------------------------------- | ----------------------------------------------- |
| 1.                                              | «Prime»                                                                           | 2:14                                            |
| 2.                                              | «Einstein's Wrong»                                                                | 3:35                                            |
| 3.                                              | «NEST (Contains instrumental excerpt from "New Divide" by Linkin Park)»           | 2:08                                            |
| 4.                                              | «The Shard»                                                                       | 2:42                                            |
| 5.                                              | «The Fallen»                                                                      | 4:03                                            |
| 6.                                              | «Infinite White»                                                                  | 3:58                                            |
| 7.                                              | «Heed Our Warning»                                                                | 4:26                                            |
| 8.                                              | «The Fallen's Arrival»                                                            | 3:47                                            |
| 9.                                              | «Tomb Of The Primes»                                                              | 2:47                                            |
| 10.                                             | «Forest Battle»                                                                   | 2:04                                            |
| 11.                                             | «Precious Cargo»                                                                  | 1:38                                            |
| 12.                                             | «Matrix Of Leadership»                                                            | 3:50                                            |
| 13.                                             | «I Claim Your Sun»                                                                | 3:06                                            |
| 14.                                             | «I Rise, You Fall (Contains excerpts and themes from "No Sacrifice, No Victory")» | 3:35                                            |

## Сіквел
Режисер Майкл Бей 1 жовтня 2009 року повідомив, що він вже офіційно погодився знімати третю стрічку про трансформерів, яку він буде режисерувати для студії Paramount. Вихід стрічки у прокат було перенесено з 1 липня 2012 року на 1 липня 2011.
У головних ролях знову з'являться Шайа ЛаБаф та Меган Фокс. Одним зі сценаристів проекту стане Ерен Крюгер. Обов'язки виконуючого продюсера взяв на себе Стівен Спілберг — він патронував і перші дві стрічки, при чому робив це настільки вдало, що разом вони вже зібрали більше $1,5 млрд.

## Цікаві факти
- У першій частині було 14 роботів, а у другій — 46[6]
- Екранний час спецефектів від студії ILM — 51 хвилина[6]
- Для створення першої частини «Трансформерів» довелося задіяти 20 Тб дискового простору. Для роботи над другою частиною ледве вистачило 145 Тб. Для порівняння: 145 Тб — це обсяг 35 000 DVD-дисків. Якщо скласти стільки ж дисків без коробок, то їх висота складе 44 метри[11]
- Робот Девастатор зростом з 10-ти поверховий будинок[11]
- 18 травня вийшла пісня «New Divide» гурту Linkin Park, яка стала головною темою фільму[11]
- Рендеринг фільму на середньостатистичному комп'ютері зразка 2009 року забрав би 16 тис. років[11]
- У липні 2008 року Шайа ЛаБаф потрапив у аварію. Сценаристам прийшлося обіграти у фільмі травму його руки[11]
- Автобот-жінка Арсі мав бути ще у першому фільмі[11]
- Фільм присвячений до двадцятип'ятиріччя «Трансформерів» (1984)[11]
- Три екшн-сцени були зняті на камери IMAX, які мають два об'єктиви, відстань між якими аналогічна відстані між очима людини. Це дозволяє одночасно фіксувати дві картинки, тим самим роблячи зображення природнішим та правдоподібним[11]
- Бамблбі в епізоді після загибелі Оптімуса говорить фразами Нео з фільму «Матриця: Революція»[11]
- Коли Девастатор завдає удару по піраміді, його рука розвиває швидкість 626 км/годину. Деталі цього робота, якщо їх поставити одну на одну, утворили би башту, висота якої була б у 58 разів вище за Empire State Building у Нью-Йорку. Загальна довжина деталей Девастатора майже 22 км[11].

## Вихід на DVD в Україні
Офіційний реліз стрічки на DVD відбувся 3 листопада 2009 року

## Трансформери в рекламі
Паралельно з прем'єрою фільму з'явилися рекламні ролики мережі закусочних Burger King з трансформером у головній ролі та слоганом «Трансформуй свій шлях».
В рекламній кампанії LG Versa мобільний телефон трансформується у робота прямо на очах у здивованого користувача, показуючи на що він ще здатен.